# Крум (Мериленд)
Крум (енгл. Croom) насељено је место без административног статуса у америчкој савезној држави Мериленд.

## Демографија
По попису из 2010. године број становника је 2.631.
| Група             | 2000.    | 2010.         |
| Белци             | 0 (0,0%) | 1.321 (50,2%) |
| Афроамериканци    | 0 (0,0%) | 1.071 (40,7%) |
| Азијати           | 0 (0,0%) | 37 (1,4%)     |
| Хиспаноамериканци | 0 (0,0%) | 110 (4,2%)    |
| Укупно            | 0        | 2.631         |